# Santa Maria Hoè
Santa Maria Hoè là một đô thị trong tỉnh Lecco, trong vùng Lombardia của Ý, cự ly khoảng 35 km về phía đông bắc của Milan và khoảng 11 km về phía nam của Lecco. Tại thời điểm ngày 31 tháng 12 năm 2004, đô thị này có dân số 2.140 người và diện tích là 2,8 km².
Santa Maria Hoè giáp các đô thị: Castello di Brianza, Colle Brianza, Olgiate Molgora, Rovagnate.